# Tipula virgo
Tipula virgo är en tvåvingeart som beskrevs av Osten Sacken 1886. Tipula virgo ingår i släktet Tipula och familjen storharkrankar. Inga underarter finns listade i Catalogue of Life.